# کینر ایراستر
کینر ایراستر (به انگلیسی: Kinner_Airster) یک هواگرد ملخ‌پیشین تک‌موتوره از نوع Two-seat هواپیمای دوباله ساخت شرکت Kinner Airplane & Motor Corporation است. هواگرد کینر ایراستر نخستین پروازش را در ۱۹۲۰ میلادی انجام داد.
طراح این هواگرد، Bert Kinner بود.